# Liste der Baudenkmäler in Borbeck-Mitte
Die Liste der Baudenkmäler in Borbeck-Mitte enthält die denkmalgeschützten Bauwerke auf dem Gebiet von Essen-Borbeck-Mitte, Stadtbezirk IV, in Nordrhein-Westfalen (Stand: Oktober 2018). Diese Baudenkmäler sind in der Denkmalliste der Stadt Essen eingetragen; Grundlage für die Aufnahme ist das Denkmalschutzgesetz Nordrhein-Westfalen (DSchG NRW).

| Bild                                 | Bezeichnung                          | Lage                                                          | Beschreibung | Bauzeit                                | Eingetragen seit   | Denkmal- nummer |
| ------------------------------------ | ------------------------------------ | ------------------------------------------------------------- | --- | -------------------------------------- | ------------------ | --------------- |
| Fachwerkhaus                         | Fachwerkhaus                         | Dionysiuskirchplatz 2 Karte                                   | | spätes 18. oder frühes 19. Jahrhundert | 9. August 1990     | 565             |
| Wohnhaus                             | Wohnhaus                             | Dionysiuskirchplatz 10 Karte                                  | | Anfang 19. Jahrhundert                 | 14. Dezember 1999  | 907             |
| weitere Bilder                       | St. Dionysiuskirche                  | Dionysiuskirchplatz 11 Karte                                  | dreischiffig-neugotischer Bau nach Plänen von Vincenz Statz als drittes Gotteshaus an dieser Stelle erbaut, Grundsteinlegung 7. August 1862, am 24. Mai 1867 durch Erzbischof Paulus Melchers geweiht; 1944 bis auf den Turm zerstört, veränderter Wiederaufbau bis 1951 durch Emil Jung, im Inneren Grabmal der Essener Fürstäbtissin Elisabeth von Manderscheid-Blankenheim († 1598) | 1862–1867                              | 14. Mai 1987       | 194             |
| Vikarie und Kapelle                  | Vikarie und Kapelle                  | Dionysiuskirchplatz 12–13 Karte                               | | 1915                                   | 14. November 1991  | 722             |
| Wegekreuz                            | Wegekreuz                            | Flurstraße / Möllhoven/bei Flurstraße 68 / Möllhoven 46 Karte | | Ende 19. Jahrhundert                   | 9. Juli 1992       | 766             |
| Kapelle                              | Kapelle                              | Gerichtsstraße / Germaniastraße/bei Gerichtsstraße 129 Karte  | | Ende 19. Jahrhundert                   | 13. September 1999 | 620             |
| Germania-Denkmal (Borbeck)           | Germania-Denkmal (Borbeck)           | Germaniaplatz Karte                                           | geschaffen von Leo Müsch, Enthüllung am 17. Oktober 1880, Inschrift: Ihren in den Feldzügen 1866, 1870–1871 ruhmvoll gebliebenen Söhnen. Die Bürgermeisterei Borbeck | nach 1871                              | 9. Juli 1992       | 767             |
| weitere Bilder                       | Bahnhof Essen-Borbeck                | Marktstraße 11 Karte                                          | vom Architekten Werner erbaut, Schalterhalle im Jugendstil restauriert, seit 2001 zeigt hier ein großes Gemälde von Adolf Lohmann Borbecker Motive | 1911                                   | 10. September 1990 | 596             |
| Wohn- und Geschäftshaus              | Wohn- und Geschäftshaus              | Marktstraße 21 / Borbecker Platz 5 Karte                      | | Anfang 20. Jahrhundert                 | 14. Dezember 1999  | 906             |
| Ehem. Borbecker Handwerksbank        | Ehem. Borbecker Handwerksbank        | Rechtstraße 5 Karte                                           | später Gewerbebank | um 1910                                | 14. Februar 1985   | 44              |
| Fachwerkhaus mit Schieferverkleidung | Fachwerkhaus mit Schieferverkleidung | Schloßstraße 21 Karte                                         | | zweite Hälfte 19. Jahrhundert          | 14. November 1991  | 723             |
| weitere Bilder                       | Schloss Borbeck                      | Schloßstraße 101/103 Karte                                    | Wasserschloss, ehemalige Residenz der Essener Fürstäbtissinnen | 18. Jahrhundert                        | 14. Februar 1985   | 45              |
| Fachwerkhaus                         | Fachwerkhaus                         | Wachtstraße 8a–8b Karte                                       | | zweite Hälfte 19. Jahrhundert          | 9. Juli 1992       | 768             |
| Dürerschule                          | Dürerschule                          | Wallstraße 2 Karte                                            | | 1880                                   | 9. August 1990     | 566             |
| Wohnhaus                             | Wohnhaus                             | Weidkamp 14 Karte                                             | | um 1800                                | 9. Juli 1992       | 769             |
| Wohnhaus                             | Wohnhaus                             | Weidkamp 95 Karte                                             | | 1864                                   | 9. August 1990     | 567             |